# Михайлівка (Синельниківський район)
Миха́йлівка — село в Україні, у Синельниківському районі Дніпропетровської області. Входить до складу Раївської сільської громади. Населення за переписом 2001 року становить 801 особа.

## Географія
Село Михайлівка знаходиться за 2,5 км від села Василівка і за 3 км від села Варварівка. У селі бере початок балка Кринична.

## Населення

### Мова
Розподіл населення за рідною мовою за даними перепису 2001 року:
| Мова            | Кількість | Відсоток |
| --------------- | --------- | -------- |
| українська      | 714       | 89.14%   |
| російська       | 57        | 7.12%    |
| вірменська      | 6         | 0.75%    |
| білоруська      | 1         | 0.12%    |
| інші/не вказали | 23        | 2.87%    |
| Усього          | 801       | 100%     |

## Історія
- В 1883 році після об'єднання хуторів поміщиків Озерова і Михайлова утворилося нове село Михайлівка.
- До 2017 року орган місцевого самоврядування — Михайлівська сільська рада.
- 12 червня 2020 року, відповідно до розпорядження Кабінету Міністрів України № 709-р від «Про визначення адміністративних центрів та затвердження територій територіальних громад Дніпропетровської області», увійшло до складу Раївської сільської громади[2].
- 19 липня 2020 року, в результаті адміністративно-територіальної реформи та ліквідації   Синельниківського (1923—2020) району, село увійшло до складу новоутвореного Синельниківського району[3].

## Економіка
- ТОВ «Гарант-Агро»

## Відомі люди
- Гайченко Сергій Валерійович (1993—2021) — старший солдат Збройних сил України, учасник російсько-української війни[4].
- Сафроненко Вадим Юрійович (1978—2022) — військовий Збройних сил України, учасник російсько-української війни[5].
- Мисочка Віктор Олександрович (1975—2022) — солдат Збройних сил України, учасник російсько-української війни.